# Porsche 944
La Porsche 944 è un'autovettura prodotta dalla casa automobilistica tedesca Porsche tra il 1982 ed il 1991. 
Dotata di schema tecnico con motore anteriore e trazione posteriore basata sulla piattaforma della 924, la 944 era disponibile sia in versione coupé che in versione cabriolet e con motore aspirato o turbocompresso. Con oltre 163.000 esemplari prodotti, la 944 fu la sportiva Porsche di maggiore successo, prima dell'introduzione della boxster e della 997 Carrera.
Varie rivisitazioni estetiche importanti per il restyling del 1992 portarono alla sostituzione della 944 con la 968.

## La nascita e il contesto

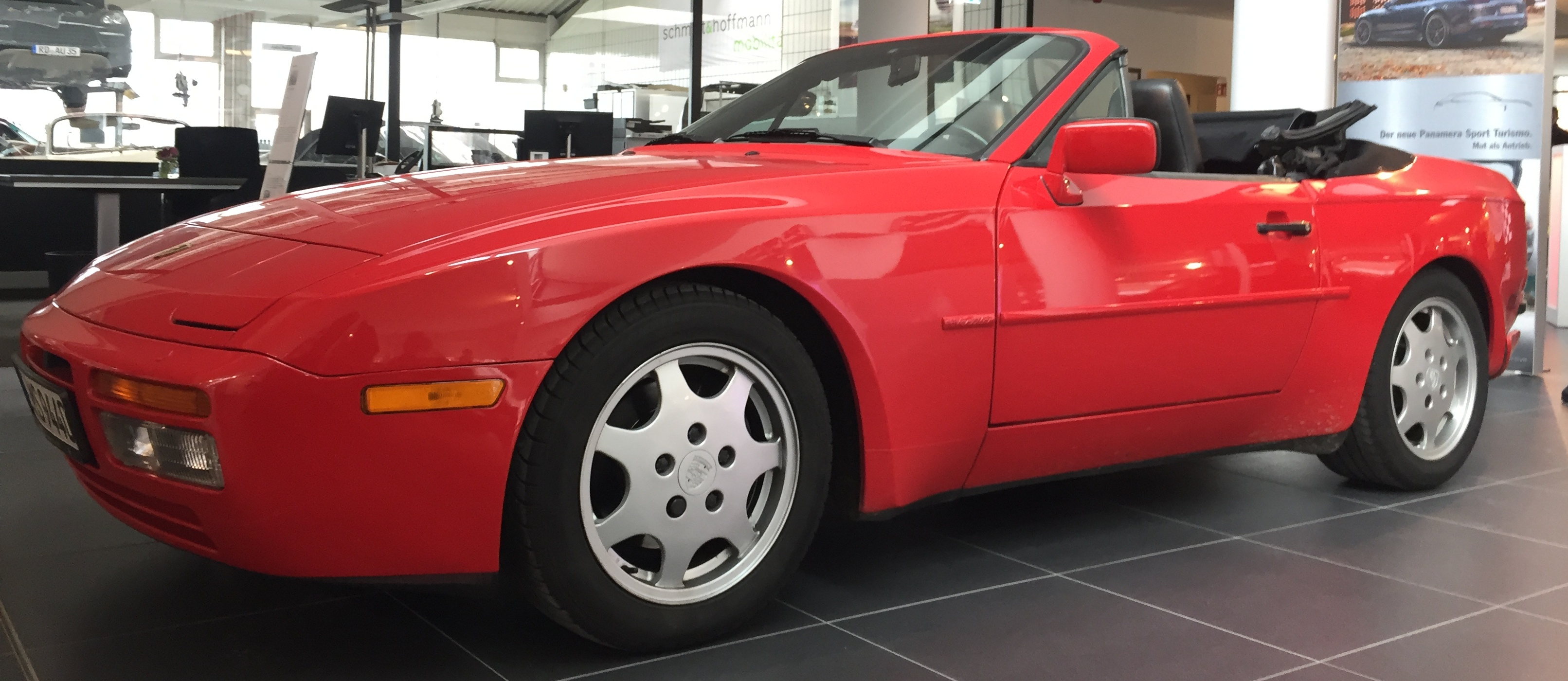
Una 944 S2 Cabriolet

La 944 nasce come evoluzione della 924, prodotta a partire dal 1976. Dopo sei anni di produzione la Porsche decise di evolvere il modello basandosi sull'estetica della versione speciale 924 Carrera GT.
La Carrera GT differiva dalle altre 924 per i parafanghi notevolmente allargati e per l'alettone posteriore nero.Il motore della 944 era un nuovo 4 cilindri in linea di 2,5 litri completamente Porsche derivato dall'otto cilindri della 928. Naturalmente lo schema meccanico transaxle della 924 venne conservato; nacque così nel 1982 la 944.

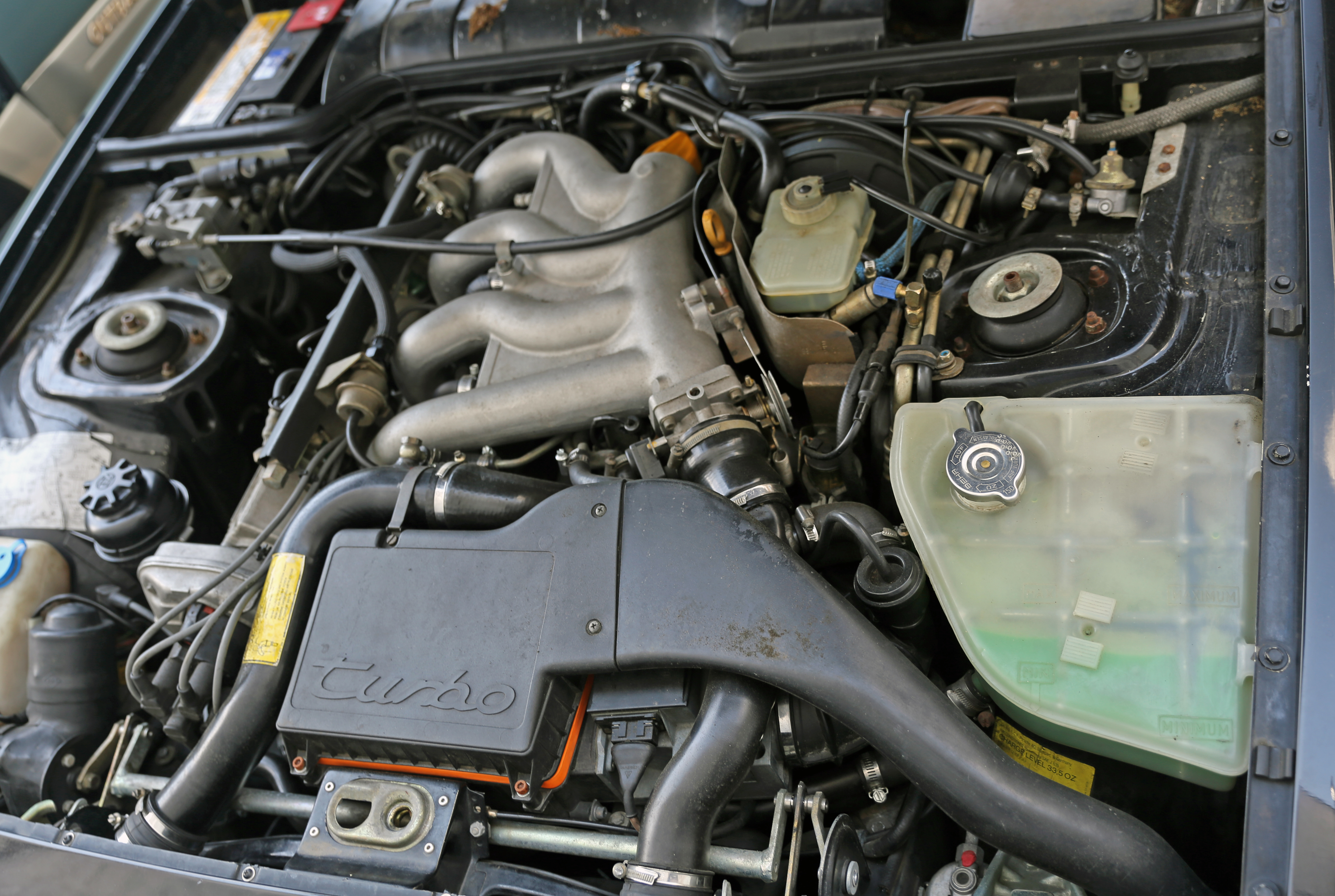
Motore di una 944 Turbo

Il nuovo propulsore di 2479 cm³, alimentato a iniezione, in grado di erogare 163 CV (143 per la versione USA) ed una coppia motrice massima di 20,9 kgm, assicurava ottime prestazioni: la velocità di punta era di 220 km/h, mentre l'accelerazione da 0 a 100 km/h avveniva in soli 8,4 secondi.

## Evoluzione

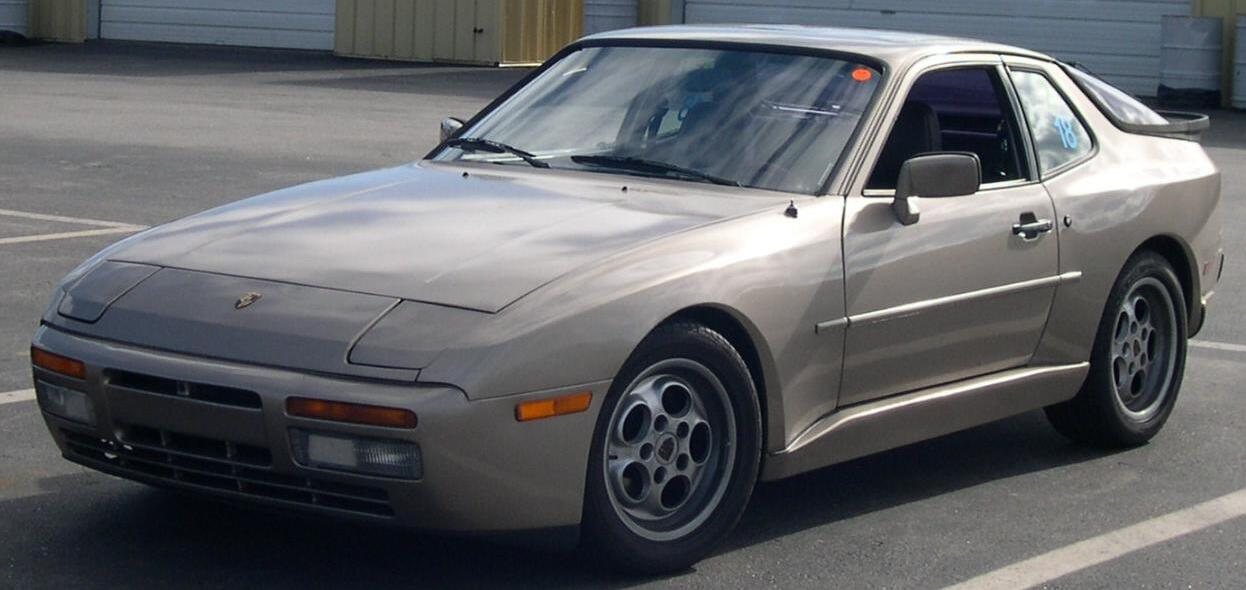
944 Turbo restyling 1986

Nel 1985, in corrispondenza di un restyling agli interni (nuova plancia, pannelli porta rivisti e sedili ridisegnati), venne introdotta anche la 944 Turbo, spinta da una versione dotata di turbocompressore KKK montato sul 4 cilindri di 2,5 litri. Grazie alla potenza massima di 220 CV, la Turbo toccava i 245 km/h. Nel 1987 venne lanciata la 944 S, ovvero la versione aspirata dotata di testata a 4 valvole per cilindro. La potenza massima era di 190 CV. Con l'occasione tutte le 944 subirono un leggero restyling (nuovo paraurti anteriore, nuova mascherina, nuovi fari supplementari rettangolari). Nel 1988 venne lanciata la Turbo S, con motore potenziato a 250 CV.
All'inizio del 1989 le 944 aspirate vennero unificate in un unico modello: la 944 S2, con cilindrata incrementata a 2990 cm³ e potenza di 211 CV. Alla fine dell'anno, per la prima volta, venne resa disponibile la 944 S2 Cabriolet.
Tutte le 944 uscirono di listino nel 1991, rimpiazzate dalle 968.

## Motorizzazioni
Le motorizzazioni offerte consistono tutte in motori con layout a quattro cilindri in linea con cubature dai 2.500 cm3 ai 3.000 cm3, di cui alcune dotate di turbocompressore.
| Anno      | Modello           | Potenza                                                                       | Motore                         |
| --------- | ----------------- | ----------------------------------------------------------------------------- | ------------------------------ |
| 1982-1987 | 944               | 163 CV (120 kW) USA 1982-1985: 143 CV (107 kW) USA 1985-1987: 147 CV (110 kW) | 2.5 L M44/40 I4                |
| 1988      | 944               | 160 CV (118 kW)                                                               | 2.5 L M44/40 I4                |
| 1987-1989 | 944S              | 190 CV (140 kW)                                                               | 2.5 L M44/40 I4                |
| 1989      | 944               | 165 CV (120 kW)                                                               | 2.7 L M44/12 I4                |
| 1989-1991 | 944S2             | 211 CV (155 kW)                                                               | 3.0 L M44/41 I4                |
| 1985-1988 | 944 Turbo (951)   | 220 CV (162 kW)                                                               | 2.5 L M44/51 turbocompresso I4 |
| 1988      | 944 Turbo S (951) | 250 CV (184 kW)                                                               | 2.5 L M44/51 turbocompresso I4 |
| 1989-1991 | 944 Turbo (951)   | 250 CV (184 kW)                                                               | 2.5 L M44/51 turbocompresso I4 |

## Produzione
La 944 venne prodotta 163.000 esemplari di cui:
- 944: 115.925 esemplari
- 944 S/S2: 9.837 esemplari
- 944 Turbo/Turbo S: 23.319 esemplari
- 944 S2 Cabriolet: 6.532 esemplari

## Premiazioni
La 944 venne inserita nella Ten Best list di Car and Driver dal 1983 al 1985, mentre la Turbo venne inserita nel 1986.
Inoltre, nel 1984, Car and Driver la definì l'auto prodotta in serie con la manovrabilità migliore.

## Attività sportiva
Diverse 944 Turbo sono state modificate per poter partecipare ad eventi di tipo rallistico implementando la dotazione di sicurezza prescritta dagli standard FIA.

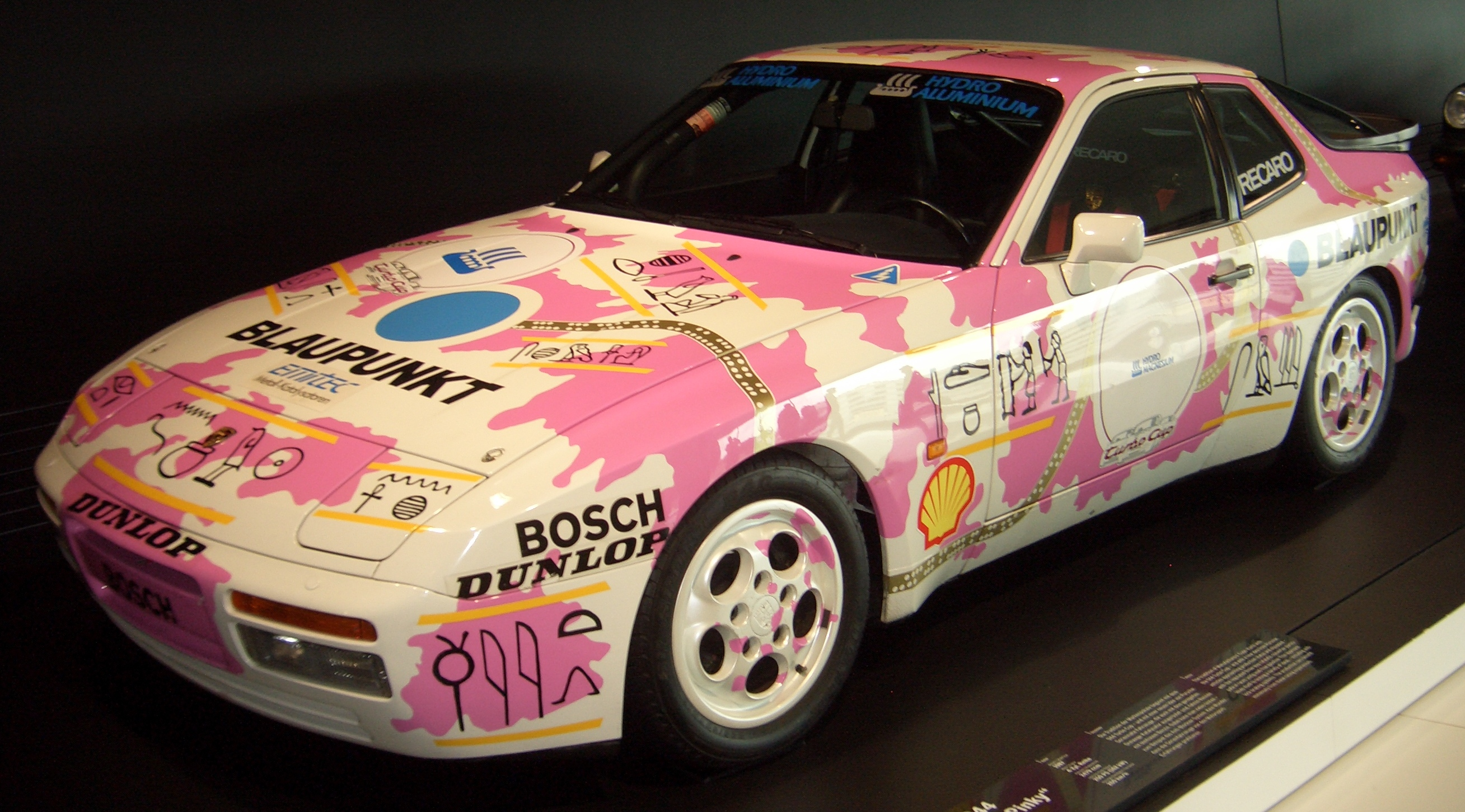
944 Turbo Cup

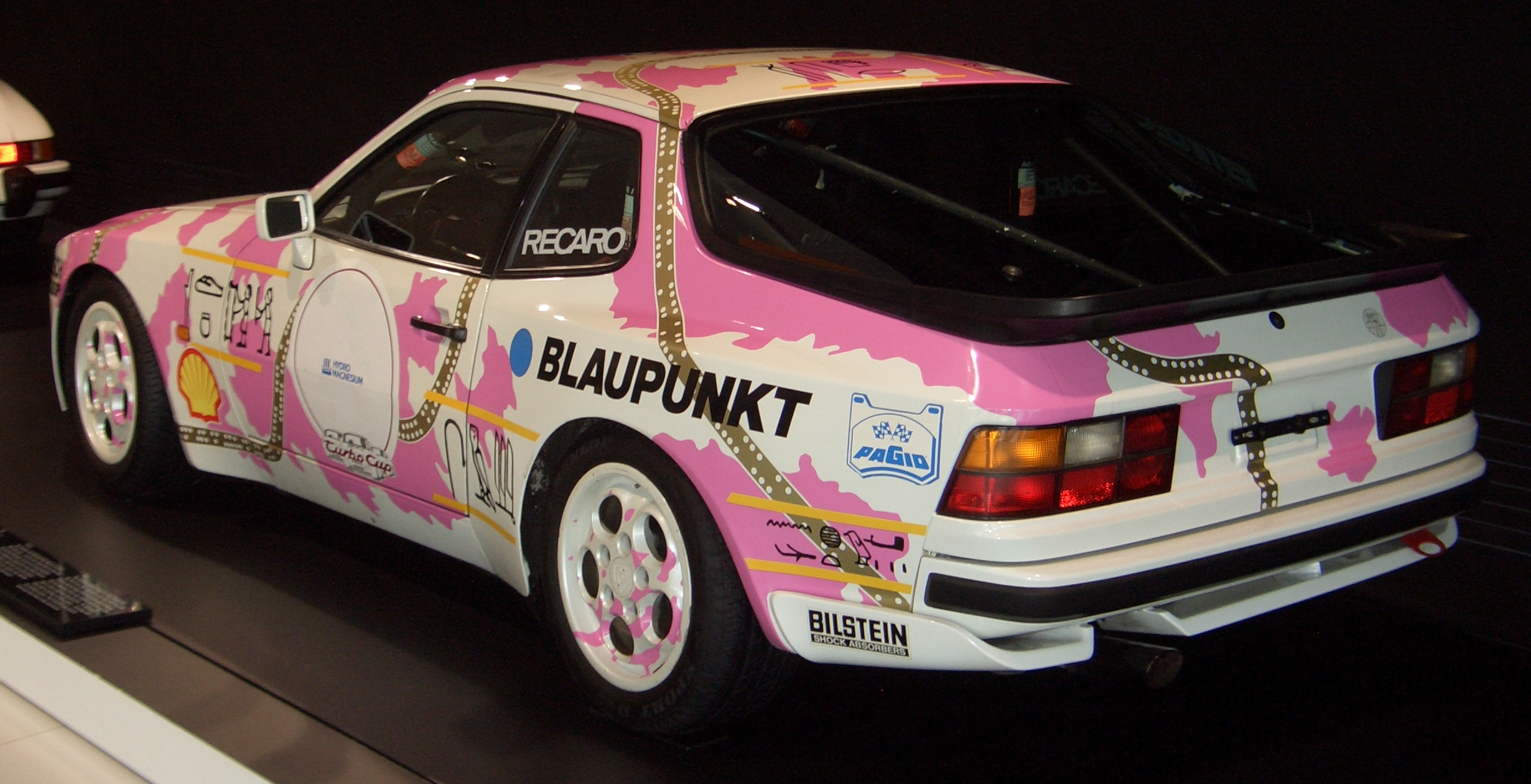
944 Turbo Cup vista posteriore

### 944 Turbo Cup[6][7]
Inoltre, verso la metà degli anni 80, Porsche creò una serie di gare che andarono a formare 5 campionati monomarca che si tennero in Francia, Germania, Canada e Stati Uniti.
Ogni campionato ebbe un numero diverso di auto partecipanti. Ne vennero prodotte 192.
Le 944 Turbo partecipanti erano dotate di varie migliorie rispetto ai modelli prodotti in serie, questi miglioramenti consistevano in:
- Un turbocompressore KKK K26-8 maggiore
- Collettore di aspirazione e coppa dell'olio in magnesio
- Trasmissione, frizione, differenziale e assi rinforzati
- Rimozione dell'aria condizionata, sedili elettrici, rivestimenti in pelle, alette parasole, finestrini elettrici, servosterzo, tergicristallo posteriore, lavafari, rivestimenti dei parafanghi e portaoggetti
- Montanti, molle delle sospensioni e supporti delle sospensioni rinforzati
- ABS impostabile
- Freni maggiorati con pastiglie da corsa
- Cerchi in magnesio
- Olio di raffreddamento per la trasmissione
- Batteria più leggera

Queste modifiche portarono a un alleggerimento di 272 kg e a un miglioramento delle prestazioni portando lo 0 a 97 km/h a 5,3 secondi e la velocità massima a quasi 274 km/h.